# 王朝卿
王朝卿（1478年—？），字升之，江西南昌府新建縣民籍，浙江臨海縣人，明朝政治人物。

## 生平
弘治五年（1492年）壬子科江西鄉試第八十三名舉人。十九歲中式弘治九年（1496年）丙辰科會試第一百七十八名，二甲第十八名進士。授安陸州知州，不久去世。

## 家族
曾祖王日新，遇例冠帶；祖父王穩，汀州知府；父王久壽，宗人府儀賓。嫡母（囗仁郡主）；生母黃氏。重庆下。
王朝卿妻方氏。朝卿官知州，未几卒。方氏年十九，无子，立从子王谏为嗣。谏在襁褓，拮据抚育，至病革，惟曰「双椁双椁，他无所及」。谏以明经任通判，孙王淑、王湜，并登进士。